# 卢敏 (北魏)
卢敏（？—？），字仲通，小字红崖，一作洪崖，范阳涿（今河北省涿州市）人，北魏散骑常侍、太常卿、使持节、镇远将军、济州刺史、固安惠侯卢度世第二子，北魏官员，范阳卢氏北祖第二房始祖。

## 生平
卢敏少年时就有宽宏的度量，魏孝文帝元宏器重卢敏，娶了他的女儿为嫔。太和初年，卢敏被任命为议郎，很早就去世了，朝廷赠予他威远将军、范阳太守，谥为靖。卢敏有五个儿子。

## 家族

### 祖父母
- 卢玄，北魏散骑常侍、固安宣侯
- 李氏[6]

### 父母
- 卢度世，北魏散骑常侍、太常卿、使持节、镇远将军、济州刺史、固安惠侯
- 清河崔氏，北魏散骑常侍、大鸿胪卿、使持节、平东将军、青冀二州刺史、清河侯崔赜之女[7]

### 兄弟姐妹
- 卢渊，北魏秘书监、固安懿伯
- 卢昶，北魏散骑常侍、镇西将军、雍州刺史
- 卢尚之，北魏前将军、济州刺史、光禄大夫
- 卢氏，嫁北魏侍中、镇南将军、秦益二州刺史、东郡庄王陆定国[8][9]

### 子女
- 卢义僖，北魏骠骑大将军、左光禄大夫、都官尚书
- 卢义悰，北魏司空行参军、幽州治中、散骑侍郎、司徒谘议参军
- 卢义敦，北魏征北府默曹参军
- 卢义安
- 卢嫔，魏孝文帝妃嫔